# Джон Брайт (політик)
Джон Брайт (англ. John Bright, 16 листопада 1811 — 27 березня 1889) — британський радикальний та ліберальний державний діяч, один із найвидатніших мислителів свого покоління та пропагандист політики вільної торгівлі.
Квакер, Джон Брайт найбільш відомий своєю боротьбою проти «Кукурудзяних законів». У партнерстві з Річардом Кобденом він заснував Антикукурудзяну лігу, метою якої було скасування Кукурудзяних законів, що підвищували ціни на продукти харчування та захищали інтереси землевласників, стягуючи податки на імпортовану пшеницю. Кукурудзяні закони були скасовані в 1846 році. Брайт також працював з Кобденом над іншою ініціативою щодо вільної торгівлі — Договором Кобдена-Шевальє 1860 року, який сприяв тіснішій взаємозалежності між Великою Британією та Другою Французькою імперією. Ця кампанія була проведена у співпраці з французьким економістом Мішелем Шевальє і мала успіх, незважаючи на ендемічну недовіру парламенту до французів.
Брайт був членом Палати громад з 1843 по 1889 рік, пропагуючи вільну торгівлю, виборчу реформу та релігійну свободу. Він був майже самотнім голосом, який виступав проти Кримської війни ; він також виступав проти запропонованого Вільямом Евартом Гладстоном самоуправління Ірландії. Він вважав себе речником середнього класу та рішуче виступав проти привілеїв земельної аристократії. Щодо Ірландії, він прагнув покласти край політичним привілеям англікан, скасував Ірландську церкву та розпочав земельну реформу, яка передала б землю католицьким селянам. Він придумав вислів «Мати парламентів».

## Біографія

### Ранні роки життя
Брайт народився в Грінбанку, Рочдейл, в Ланкаширі, Англія — одному з перших центрів промислової революції. Його батько, Джейкоб Брайт, був дуже шанованим квакером, який заснував бавовняну фабрику в Рочдейлі в 1809 році. Батько Джейкоба, Абрахам, був старшиною з Вілтширу, який на початку 18 століття переїхав до Ковентрі, де залишилися його нащадки. Джейкоб Брайт здобув освіту в Аквортській школі Товариства друзів, а потім працював учнем у мануфактурного майстра в Нью-Міллз, графство Дербішир. Джон Брайт був його сином від другої дружини, Марти Вуд, дочки квакерського крамаря з Болтон-ле-Мурс. Вона здобула освіту в Аквортській школі, була жінкою з великою силою характеру і витонченим смаком. У цьому шлюбі було одинадцять дітей, з яких Джон був найстаршим сином, що вижив. Його молодшим братом був Джейкоб Брайт, член парламенту і мер. Серед його сестер були Прісцилла Брайт Макларен (чоловік якої був членом парламенту Дункан Макларен) і Маргарет Брайт Лукас. Джон був делікатною дитиною, і його віддали на денне навчання до школи-інтернату неподалік від дому, яку утримував Вільям Літтлвуд. Рік у школі Акворта, два роки в школі Бутем, Йорк, і півтора року в Ньютоні, поблизу Клітеро, завершили його освіту. Пізніше він стверджував, що мало вивчав у школі латину та грецьку мову, але натомість набув любові до англійської літератури, яку прищепила йому мати, та любові до прогулянок на свіжому повітрі. У шістнадцять років він вступив на роботу до батькового млина, а згодом став партнером у бізнесі.
У Рочдейлі Джейкоб Брайт був лідером опозиції до місцевого церковного тарифу. Рочдейл також відігравав важливу роль у русі за парламентську реформу, завдяки якому місто успішно претендувало на одного члена парламенту, виділеного йому згідно з Біллем про реформу. Джон Брайт брав участь в обох кампаніях. Він був затятим нонконформістом і пишався тим, що серед його предків був Джон Граттон, друг Джорджа Фокса, один з переслідуваних і ув'язнених проповідників Релігійного товариства друзів. Його політичний інтерес, ймовірно, вперше пробудили вибори в Престоні 1830 року, на яких Едвард Стенлі після тривалої боротьби зазнав поразки від Генрі «Оратора» Ханта.
Але саме як член Рочдейлського юнацького оркестру тверезості Брайт вперше навчився публічних виступів. Ці молоді люди виходили в села, позичали стілець у якогось селянина і виступали з нього на зустрічах під відкритим небом. Перший експромт Джона Брайта був виголошений на зборах прихильників тверезості. Голова заспівав пісню про тверезість і під час співу попросив Брайта відкласти ноти і сказати те, що прийшло йому в голову. Брайт послухався, почав з великою нерішучістю, але виголосив чудову промову, хоча іноді говорив з плутаним синтаксисом. Розповіді про ці ранні роки циркулювали в Британії та Сполучених Штатах наприкінці його кар'єри, до такої міри, що студенти таких установ, як молодий Корнельський університет, вважали його зразком для наслідування в діяльності, наприклад, Літературного товариства Ірвінга.
У деяких ранніх випадках, однак, він присвячував свою промову пам'яті. У 1832 році він покликав преподобного Джона Олдіса, видатного баптистського служителя, супроводжувати його на місцеві біблійні збори. Пан Алдіс описав його як стрункого, скромного молодого джентльмена, який здивував його своїм розумом і вдумливістю, але, коли вони разом йшли на зібрання, здавалося, нервував. На зустрічі він виголосив натхненну промову, а по дорозі додому попросив поради. Пан Олдіс порадив йому не вчити свої промови, а виписувати і запам'ятовувати окремі уривки та їхнє відтворення. Цей «перший урок ораторського мистецтва», як назвав його Брайт, він отримав на двадцять першому році життя, але тоді він ще не думав про публічну кар'єру. Він був досить процвітаючою діловою людиною, дуже щасливим у своєму домі, завжди готовим брати участь у соціальному, освітньому та політичному житті рідного міста. Засновник Рочдейлського літературно-філософського товариства, він брав провідну участь у його дебатах, а після повернення з відпустки на Сході прочитав товариству лекцію про свої подорожі.

### Кобден і «Кукурудзяні закони»
Він вперше зустрівся з Річардом Кобденом у 1836 або 1837 році. Кобден був олдерменом новоствореної Манчестерської корпорації, і Брайт попросив його виступити на зборах з питань освіти в Рочдейлі. Кобден погодився, і на зборах був дуже вражений короткою промовою Брайта і закликав його виступити проти «Кукурудзяних законів». Його перша промова про «Кукурудзяні закони» була виголошена в Рочдейлі в 1838 році, і того ж року він приєднався до Манчестерського тимчасового комітету, який у 1839 році заснував Лігу проти «Кукурудзяних законів». Він все ще був лише місцевим громадським діячем, беручи участь у всіх громадських рухах, особливо в опозиції до запропонованого Джоном Філденом фабричного законодавства та церковного тарифу в Рочдейлі. У 1839 році він побудував будинок, який назвав «Один попіл», і одружився з Елізабет, дочкою квакерського служителя Рейчел (уродженої Брегг) і шкіряника Джонатана Прістмана з Ньюкасла-на-Тайні.
У листопаді того ж року в Болтоні відбувся обід на честь Абрахама Полтона, який щойно повернувся з турне по Шотландії, присвяченому боротьбі із законом про заборону вирощування кукурудзи на зерно. Серед промовців були Кобден і Брайт, і ця вечеря запам'яталася як перший випадок, коли два майбутніх лідери з'явилися разом на платформі вільної торгівлі. Історик Ліги описує Брайта як «молодого чоловіка, який тоді вперше з'явився на будь-якому зібранні за межами свого міста і своєю енергією та розумінням предмета свідчив про те, що незабаром він зможе взяти провідну участь у великій агітації».
У 1840 році він очолив рух проти церковного податку в Рочдейлі, промовляючи з надгробку на церковному подвір'ї, звідки відкривається вид на місто в долині внизу. У нього народилася дочка Хелен, але його молода дружина після тривалої хвороби померла від туберкульозу у вересні 1841 року. Через три дні після її смерті в Лімінгтоні Кобден зателефонував, щоб побачитися з нею. «Я був у глибокій скорботі, — сказав Брайт, відкриваючи статую свого друга в Бредфорді в 1877 році, — я міг би сказати, що був у відчаї, бо життя і сонце в моєму домі згасло». Кобден виголосив кілька слів співчуття, але "через деякий час він підняв голову і сказав: «У цей момент в Англії є тисячі будинків, де дружини, матері і діти вмирають від голоду. Тепер, коли перший пароксизм вашого горя минув, я б порадив вам піти зі мною, і ми ніколи не заспокоїмося, поки не буде скасовано „кукурудзяні закони“». Я прийняв його запрошення, — додав Брайт, — і з того часу ми не переставали наполегливо працювати над виконанням прийнятої нами резолюції".